# Xã Loraine, Quận Henry, Illinois
Xã Loraine (tiếng Anh: Loraine Township) là một xã thuộc quận Henry, tiểu bang Illinois, Hoa Kỳ. Năm 2010, dân số của xã này là 290 người.